# Stirpe dannata
Stirpe dannata (Blanche Fury) è un film drammatico del 1948 diretto da Marc Allégret.
Anche se non è riportato nei credits, il film è tratto dall'omonimo romanzo scritto nel 1939 da Joseph Shearing, pseudonimo della scrittrice inglese Marjorie Bowen, i cui diritti furono acquistati dalla Cineguild Productions ancora prima che fosse pubblicato.

## Trama
Blanche Fullerton è un'ambiziosa e indipendente ragazza inglese in cerca di un'occupazione. Trasferitasi nella tenuta del ricco zio Simon Fury, diviene la nuova governante e si innamora di Philip, figlio illegittimo del defunto capofamiglia intenzionato con ogni mezzo a diventare unico erede. Per questo Philip coinvolge Blanche in una serie di omicidi, fino a che quest'ultima decide di faro arrestare e porre fine alla faida.

## Produzione
Oltre che nei Pinewood Studios di Iver Heath, le riprese sono state effettuate nella tenuta di Wootton Lodge , sul confine tra Derbyshire e Staffordshire, sulle circostanti Weaver Hills e sulle Dunstable Downs nel Bedfordshire.
Il direttore della fotografia Oswald Morris dovette rimpiazzare Ernest Steward come cineoperatore, dopo che quest'ultimo aveva abbandonato le riprese a causa di un incidente sul set nel quale era rimasto ferito.
Tra gli assistenti alla regia figurano due futuri registi, i francesi Roger Vadim e Alexandre Astruc, entrambi alla loro prima esperienza.

## Distribuzione
Il film è stato proiettato in anteprima a Londra il 18 febbraio 1948 e distribuito nel Regno Unito dal successivo 22 marzo.

### Date di uscita
- Regno Unito (Blanche Fury) - 22 marzo 1948
- USA (Blanche Fury) - 23 novembre 1948
- Finlandia (Veren oikeudella) - 18 febbraio 1949
- Svezia (Lady Furys älskare) - 28 febbraio 1949
- Portogallo (Fúria Branca) - 2 dicembre 1949
- Danimarca (Flammer over Clare Hall) - 3 marzo 1952

## Riconoscimenti
- 1948 - Festival di Locarno

Miglior fotografia a colori a Guy Green e Geoffrey Unsworth